# Kingston Springs
Kingston Springs es un pueblo ubicado en el condado de Cheatham en el estado estadounidense de Tennessee. En el Censo de 2010 tenía una población de 2.756 habitantes y una densidad poblacional de 107,26 personas por km².

## Geografía
Kingston Springs se encuentra ubicado en las coordenadas 36°5′3″N 87°6′20″O / 36.08417, -87.10556. Según la Oficina del Censo de los Estados Unidos, Kingston Springs tiene una superficie total de 25.7 km², de la cual 25.69 km² corresponden a tierra firme y (0.02%) 0.01 km² es agua.

## Demografía
Según el censo de 2010, había 2.756 personas residiendo en Kingston Springs. La densidad de población era de 107,26 hab./km². De los 2.756 habitantes, Kingston Springs estaba compuesto por el 96.84% blancos, el 1.09% eran afroamericanos, el 0.11% eran amerindios, el 0.47% eran asiáticos, el 0% eran isleños del Pacífico, el 0.76% eran de otras razas y el 0.73% pertenecían a dos o más razas. Del total de la población el 1.67% eran hispanos o latinos de cualquier raza.